# Shareefa
Shareefa, de son vrai nom Shareefa Cooper, née le 1er janvier 1984 à Newark, dans le New Jersey, est une chanteuse et rappeuse Afro-Américaine. Shareefa a aussi vécu à Charlotte en Caroline du Nord. Elle signe sur Disturbing Tha Peace/Def Jam Records en 2005. Son premier single Need A Boss avec featuring avec Ludacris, est publié en 2006. Teddy Riley voulait la signer sur son label mais elle est restée sur le label de Ludacris DTP. Shareefa commence à travailler sur son second album The Secret qui devrait sortir vers l'été 2008.

## Biographie
Shareefa passe les 14 premières années de sa vie dans le New Jersey avant d'emménager avec sa famille à Charlotte, en Caroline du Nord. Là-bas, elle rejoint une équipe de voleurs de voiture, avant d'être appréhendée par la police et incarcérée. 
Après cet événement, Shareefa se lance dans la musique ; elle attire l'attention de Teddy Riley du groupe Guy, qui l'aidera à lancer sa carrière. Le rappeur Ludacris la rencontre et, devenue sa protégée, l'inclut dans son groupe Disturbing tha Peace au début des années 2000,. Après deux albums, Golden Grain publié en 2002, et Disturbing tha Peace publié en 2005, avec le groupe, Shareefa publie son premier album solo, intitulé Point of No Return, le 24 octobre 2006, qui fait participer Ludacris et Bobby V, ainsi que Chucky Thompson et Rodney Jerkins à l'écriture,.

## Discographie

### Albums studio
| Titre              | Détails |
| ------------------ | --- |
| Point of No Return | - Sortie : 24 octobre 2006 - Meilleure position (US) : 25e - Ventes (US) : 112 000 - Singles : Need A Boss (featuring Ludacris), Cry No More |
| The Secret         | - Sortie : Été 2008 - Singles : On Fire (featuring Jadakiss)                                                                                 |

### Singles
| Année | Titre                            | U.S. Hot 100 | U.S. RnB | UK Singles | Album              |
| ----- | -------------------------------- | ------------ | -------- | ---------- | ------------------ |
| 2006  | Need a Boss (featuring Ludacris) | 62           | 10       | —          | Point of No Return |
| 2006  | Cry No More                      | —            | 43       | —          | Point of No Return |
| 2008  | On Fire (featuring Jadakiss)     | —            | —        | —          | The Secret         |